# Кужонткі
Кужонткі (пол. Kurzątki, нім. Kurziontken, 1938-45: Seeland) — село в Польщі, у гміні Простки Елцького повіту Вармінсько-Мазурського воєводства.
Населення — 86 осіб (2011).

## Демографія
Демографічна структура станом на 31 березня 2011 року:
|          | Загалом | Допрацездатний вік | Працездатний вік | Постпрацездатний вік |
| -------- | ------- | ------------------ | ---------------- | -------------------- |
| Чоловіки | 50      | 17                 | 31               | 2                    |
| Жінки    | 36      | 12                 | 16               | 8                    |
| Разом    | 86      | 29                 | 47               | 10                   |